# Secret Ambition
Singles de Nana Mizuki
Justice to Believe
(2006) Massive Wonders
(2007)
Secret Ambition est le 15e single de la chanteuse et seiyū japonaise Nana Mizuki sorti le 18 avril 2007 sous le label King Records. Ce single marque un changement radical de son style pop d'avant vers quelque chose de plus rock. Il arrive 2e à l'Oricon. Il se vend à 38 538 exemplaires la première semaine et reste classé 19 semaines pour un total de 75 256 exemplaires vendus.
Secret Ambition a été utilisé comme thème d'ouverture de l'anime Mahô Shôjo Lyrical Nanoha StrikerS. Heart-shaped Chant a été utilisé comme thème d'ouverture du jeu vidéo Shining Wind sur PS2. Et Level Hi! a été utilisé comme thème de fermeture de l'émission Gacchiri Monday! d'avril à juin 2007. Secret Ambition et Heart-shaped Chant se trouvent sur l'album Great Activity.

## Liste des titres
| 1. | Secret Ambition (SECRET AMBITION (lit. Ambition secrète) | 4:23 |
| 2. | Heart-shaped Chant (lit. Le chant en forme de cœur)      | 5:12 |
| 3. | Level Hi! (lit. Niveau suivant)                          | 3:43 |
| 4. | Secret Ambition (without NANA)                           | 4:24 |
| 5. | Heart-shaped Chant (without NANA)                        | 5:11 |
| 6. | Level Hi! (without NANA)                                 | 3:41 |

Auteurs : Les paroles de la 1re et 2e chanson sont composées par Nana Mizuki tandis que la musique et les arrangements de la 2e chanson sont faits par Noriyasu Agematsu (Elements Garden) et ceux de la 3e par Shinya Saitou. Les paroles de la 3e chanson sont composées par Chisato Nishimura tandis que la musique de la 1re chanson est composée par Chiyomaru Shikura et les arrangements par Hitoshi Fujima (Elements Garden).